# Coral Princess
Die Coral Princess ist ein 2003 in Dienst gestelltes Kreuzfahrtschiff der US-amerikanischen Reederei Princess Cruises. Sie ist das Typschiff der aus zwei Einheiten bestehenden Coral-Klasse. Gemeinsam mit ihrem Schwesterschiff, der  ebenfalls 2003 in Dienst gestellten Island Princess, ist sie das einzige Panamax-Schiff der Reederei.

## Geschichte
Die Coral Princess entstand unter der Baunummer C32 bei Chantiers de l’Atlantique in Saint-Nazaire und wurde am 3. Februar 2002 ausgedockt. Nach ihrer Ablieferung an Princess Cruises am 23. Dezember 2002 nahm sie am 3. Januar 2003 den Kreuzfahrtdienst auf.

### Zwischenfall 2013
Am 2. Mai 2013 brach im Maschinenraum der Coral Princess ein Brand aus, der jedoch durch die Sprinkleranlagen an Bord gelöscht werden konnte. Verletzt wurde bei dem Vorfall niemand.

### Coronavirus 2020
Im Jahr 2020 kam es zum Ausbruch des Coronavirus an Bord des Schiffes. Das Schiff wartete am 2. April auf die Erlaubnis in Fort Lauderdale anzulegen, das zum Zielhafen für mehrere Kreuzfahrtschiffe wurde, die ihre Reisen wegen des Virus hatten abbrechen müssen.

## Einsatz
In den Sommermonaten ist die Coral Princess auf der siebentägigen Strecke von Vancouver nach Whittier in Alaska im Einsatz. In den Wintermonaten ist das Schiff in Fort Lauderdale stationiert, von wo aus es Reisen in die Karibik anbietet.